# گوردون اوریانز
گوردون هاول اوریانز (زاده ۱۰ ژوئیه ۱۹۳۲) پرنده‌شناس و بوم‌شناس آمریکایی است. وی در سال ۱۹۹۹ دریافت کننده جوایز انجمن تحقیقات لوی و آلدن میلر کوپ ارنیتولوژیک کوپر بود، که به عنوان موفقیت یک عمر در پرنده‌شناسی شناخته می‌شود. وی در سال ۱۹۹۸ جایزه برجسته اکولوژیست را از انجمن اکولوژیک آمریکا دریافت کرد.
او از سال ۱۹۸۳ عضو خارجی آکادمی علوم و هنر سلطنتی هلند و از سال ۲۰۱۲ عضو انجمن اکولوژیک آمریکا است.

## آثار
- یاد جنگل دور: فرضیهٔ ساوانا و انتخاب زیستگاه در انسان، کاوه فیض‌اللهی (مترجم)، ناشر: نشر نو (۱۳۹۹)